# Franz Roßhirt

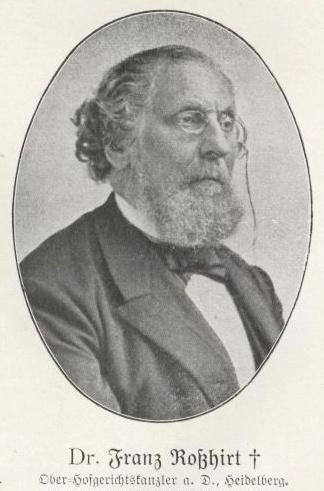
Franz Roßhirt

Franz Karl Friedrich Eugen Roßhirt (* 4. Februar 1820 in Heidelberg; † 5. Januar 1887 ebenda) war Jurist und Mitglied des Deutschen Reichstags.

## Leben
Roßhirt war der Sohn des Rechtsprofessors Konrad Franz Roßhirt und genoss zuerst Privatunterricht und besuchte sodann das Lyceum in Heidelberg. Er studierte dort und in Berlin Rechtswissenschaften. 1846 wurde er Amtsrichter in Lahr, 1847 in Durlach und 1849 Mitglied des Hofgerichts (Appellationsgerichts) in Mannheim. 1853 wurde er erster Staatsanwalt bei diesem Gericht und am Oberhofgericht daselbst, 1857 Mitglied des Oberhofgerichts. 1858 und 1859 war er Bevollmächtigter der Badischen Regierung in Rom und beteiligte sich an den Konkordatsverhandlungen. 1877 wurde er zum Vizepräsidenten des Obergerichtshofs Mannheim ernannt, nach dessen Aufhebung ging er in den Ruhestand.
Er war Mitglied der 2. Kammer der Badischen Stände von 1859 bis 1861 und von 1863 bis 1871. Von 1868 bis 1871 war er Mitglied des Zollparlaments und von 1884 bis 1887 des Deutschen Reichstags für den Wahlkreis Großherzogtum Baden 7 (Offenburg, Kehl) und die Deutsche Zentrumspartei.
1883 fungierte Franz Roßhirt als Präsident des 30. Deutschen Katholikentags in Düsseldorf.
Roßhirts Sohn Julius Roßhirt (1854–1908) war Wasserbauingenieur.